# Renon (Indre)
Pour les articles homonymes, voir Renon (homonymie).
Le Renon est une rivière française, qui coule dans le département de l'Indre, en région Centre-Val de Loire.

## Géographie
Longue de 32,8 km, elle prend sa source à 120 m d'altitude, vers Rouvres-les-Bois. Son confluent avec le Fouzon, se trouve près de la commune de Parpeçay.
Le Renon traverse le département de l'Indre, en passant par les communes d'Aize, Buxeuil, Guilly, Poulaines, Rouvres-les-Bois, Val-Fouzon et Sembleçay.

## Hydrologie
Le Renon a comme affluents, les ruisseaux : Fourion, Petit Fourion, Saint-Martin, Moulin Coutant, Renot, Poulain et Renon.

## Loisirs

### Pêche et poissons
Le cours d'eau est de deuxième catégorie ; les poissons susceptibles d’être péchés sont : ablette, barbeau commun, black-bass à grande bouche, brème, brochet, carassin, gardon, goujon, perche, poisson-chat, rotengle, sandre, silure et tanche.